# Lilian Bwalya
Lilian Bwalya (sinh ngày 28 tháng 12 năm 1974) là một vận động viên chạy nước rút người Zambia. Bà đã thi đấu ở nội dung 400 mét nữ tại Thế vận hội Mùa hè 2000.